# Gustaaf Baeckelmans
Gustaaf Baeckelmans (Tisselt 21 maart 1904 - Theresienstadt 11 mei 1945) was een Belgisch politicus en verzetsstrijder. Van beroep was hij bierbrouwer.

## Biografie
Baeckelmans was bij het uitbreken van de Tweede Wereldoorlog burgemeester van Tisselt. Hij verleende morele en financiële steun aan de verzetsbeweging De Zwarte Hand die in oktober 1941 quasi volledig werd gearresteerd door de Duitse bezetters.
Baeckelmans werd gearresteerd op 24 oktober 1941. De gevangenen, inclusief Baeckelmans, werden opgesloten in de gevangenis van Mechelen, waarna ze werden ondervraagd en gefolterd in het Fort van Breendonk.
Nadien werden de leden van de groep verhuisd naar de gevangenissen van Antwerpen, Sint-Gillis en het Duitse Wuppertal. Toen die laatste gevangenis afbrandde na een bombardement, werden de leden van De Zwarte Hand getransporteerd naar Kamp Esterwegen.
In maart werd Baeckemans weggevoerd naar Strzelce Opolskie waar hij veroordeeld werd tot de Nacht und Nebel-straf, waarna hij dwangarbeid moest uitvoeren in een werkkamp. Op het einde van de oorlog verhuisden de Duitsers de gevangenen uit de werkkampen meermaals, om te ontkomen aan de oprukkende Russische legers. In de einddagen van de oorlog werden veel gevangenen uit de concentratiekampen per trein vervoerd naar Theresienstadt. Baeckelmans werd bevrijd op 8 mei 1945. Hij overleed drie dagen later alsnog aan de opgelopen ontberingen.